# Monegundis van Chartres
Monegundis van Chartres (varianten: Monagundis, Monigundis, Monegonde, Mone, Molnegundis; Chartres, datum onbekend - Tours, 570) was een Frankische kluizenares die heilig werd verklaard. 
Ze moet ergens in de loop van de 6e eeuw geboren zijn te Chartres. Volgens haar hagiografie trouwde ze op jonge leeftijd en kreeg ze twee dochters. Koorts maakte een spoedig einde aan hun leven en Monegundis raakte in een diepe depressie. Dankzij de Bijbel kon ze zich losmaken uit haar geweeklaag en zich wijden aan een leven van penitentie. Ze trok zich terug in een eenzame kamer, waar ze haar aardse huwelijk achter zich kon laten. Ze leefde van het brood dat ze maakte van gerstemeel, as en water, gebracht door haar meid. Toen deze haar in de steek liet - haar abstinentie moe - zou God haar na vijf dagen sneeuw gezonden hebben zodat ze niet omkwam.
Enige tijd later zouden volgens Gregorius de eerste mirakels zijn begonnen. Een indiscrete buurvrouw wordt met blindheid geslagen nadat ze Monegundis in de tuin had bespied. Door vurige gebeden en bekruising kan ze de genezing bekomen voor de vrouw. Ook een dove die haar wordt gebracht, 
Na deze episodes verliet ze, uit vrees hoogmoedig te worden, haar huis, echtgenoot en familie. Ze vertrok naar Tours, om er haar kluizenaarsbestaan voort te zetten bij de Sint-Maartensbasiliek. Onderweg genas ze volgens de legende te Avoines nog een vrouw met een rottende tumor. 
Andere vrouwen voegden zich bij haar in Tours. Ze stelde een kloosterregel op en besloot een klooster te stichten gewijd aan Saint-Pierre-le-Puellier. De genezingen bleven elkaar opvolgen. Bepaalde handelingen die Gregorius beschrijft (palpatie, gebruik van speeksel- of oliekompressen...) wijzen op beoefening van geneeskunde. Rond drukke bedevaartsoorden ontstonden er dikwijls zulke hospitaal-kloosters. Nog in 1031 signaleert Robert de Vrome het bestaan van de stichting.
Na haar dood te Tours in 570 werd ze begraven in haar cel. Wonderen aan haar graf zorgden dat er al snel pelgrims op af kwamen. Haar heiligverklaring volgde. De naamdag is op 2 juli.

## Hagiografie
Bisschop Gregorius van Tours beschreef haar leven (Vita Munegundis) in zijn Liber vitae patrum (590), als enige vrouw naast negentien mannen. Zijn verhaal kan worden gelezen als een poging om vrouwelijke asceten onder controle te brengen van de kerkelijke hiërarchie.

## Verering
De kapittelkerk in het kasteel van Chimay was gewijd aan Monegundis.